# Rete tranviaria di Madrid
La rete tranviaria di Madrid (in spagnolo: Metro Ligero o Tranvía) è costitituita da due sistemi di metrotranvia separati tra loro e tre linee. Le linee sono gestite da due diverse aziende: Metros Ligeros de Madrid S.A., concessionaria della linea ML1 e Metro Ligero Oeste S.A., concessionaria della linea ML2 e della linea ML3. Entrambi i sistemi sono stati inaugurati il 24 maggio 2007.
Anche la tranvia di Parla, infrastruttura che serve l'omonimo comune, viene talvolta considerata parte della rete tranviaria di Madrid come linea ML4.

## Storia
La prima rete tranviaria della città spagnola venne inaugurata il 31 maggio 1871 e si espanse rapidamente fino all'arrivo dei primi autobus intorno al 1933.
Soppiantata dagli autobus e dalla metropolitana, la rete tranviaria di Madrid cessò di esistere il 1º giugno 1972.
Negli anni 2000 a Madrid venne progettato di costruire una nuova rete tranviaria complementare alla metropolitana. Inaugurato nel 2007, il servizio è una metrotranvia, cioè una tranvia che viaggia per la maggior parte del suo percorso in una sede ferroviaria apposita. La nuova linea 1, che si trova a nord, non è comunicante con le linee 2 e 3, situate a ovest.